# Séno-Bani
Ne doit pas être confondu avec Séno-Tépadjé.
Séno-Bani est une localité située dans le département de Djibo de la province du Soum dans la région Sahel au Burkina Faso.